# Mesoplodon
Genre
Synonymes
- Aodon Lesson, 1828[1] [2]
- Callidon Gray, 1871[1]
- Diodon Lesson, 1828[1]
- Dioplodon Gervais, 1850[2]
- Dioplodon Gervais, 1855[1]
- Diplodon Gray, 1866[1]
- Dolichodon Gray, 1866[1] [2]
- Mesiodon Gray, 1866[1]
- Mesodiodon Duvernoy, 1851[1]
- Micropteron Eschricht, 1849[1] [2]
- Micropterus Wagner, 1846[1] [2]
- Mikropteron Hershkovitz, 1961[2]
- Neoziphius Gray, 1871[1]
- Nodus Wagler, 1830[1] [2]
- Oulodon von Haast, 1876[1] [2]
- Paikea Oliver, 1922[2]

Les Mesoplodon constituent un genre de mammifères de l'ordre des cétacés, faisant partie de la famille des Ziphiidae aussi appelés « baleines à bec ».

## Caractéristiques
Le genre Mesoplodon est le plus vaste de tous les cétacés avec au moins 15 espèces recensées ; cependant c'est aussi un des moins bien connus, ces animaux extrêmement discrets vivant très au large. Ce sont des cétacés odontocètes de forme allongée, pourvus d'un bec marqué d'où émergent, au moins chez les mâles, deux défenses bien visibles ; ils mesurent entre 4,50 et 6 mètres de long selon les espèces. Les différentes espèces sont souvent difficiles à distinguer, et l'identification se fait essentiellement sur la forme des défenses des mâles adultes. 
Ils vivent en petits groupes discrets, vivant très loin des côtes, plongeant très profond et très longtemps (au moins 1 000 mètres pendant plus d'1 heure) et remontant à la surface sans éclaboussure, ce qui les rend d'autant plus difficiles à repérer. L'essentiel de ce que l'on sait d'eux provient des échouages (sans doute du fait de la pollution sonore et des sonars). 
Une seule espèce de mésoplodon est cosmopolite, le mésoplodon de Blainville (Mesoplodon densirostris), les autres étant distribuées sur un seul bassin océanique, ou dans deux. Les observations les plus fréquentes ont lieu au large des archipels tropicaux comme Hawaii et les Bahamas. 

## Liste des espèces
Selon World Register of Marine Species (26 août 2021) :
- Mesoplodon « A » (?, ?) — Mésoplodon « A »
- Mesoplodon bidens (Sowerby, 1804) — baleine à bec de Sowerby
- Mesoplodon bowdoini Andrews, 1908 — baleine à bec d'Andrews
- Mesoplodon carlhubbsi Moore, 1963 — baleine à bec de Hubbs
- Mesoplodon densirostris (Blainville, 1817) — baleine à bec de Blainville
- Mesoplodon europaeus (Gervais, 1855) — baleine à bec de Gervais
- Mesoplodon ginkgodens Nishiwaki & Kamiya, 1958 — baleine à bec du Japon
- Mesoplodon grayi Von Haast, 1876 — baleine à bec de Gray
- Mesoplodon hectori (Gray, 1871) — baleine à bec d'Hector
- Mesoplodon layardii (Gray, 1865) — baleine à bec de Layard
- Mesoplodon mirus True, 1913 — baleine à bec de True
- Mesoplodon perrini Dalebout, Mead, Baker, Baker & van Helden, 2002 — baleine à bec de Perrin
- Mesoplodon peruvianus Reyes, Mead & Van Waerebeek, 1991 — baleine à bec du Pérou, baleine à bec pygmée
- Mesoplodon stejnegeri True, 1885 — baleine à bec de Stejneger
- Mesoplodon traversii (Gray, 1874) — baleine à bec de Travers

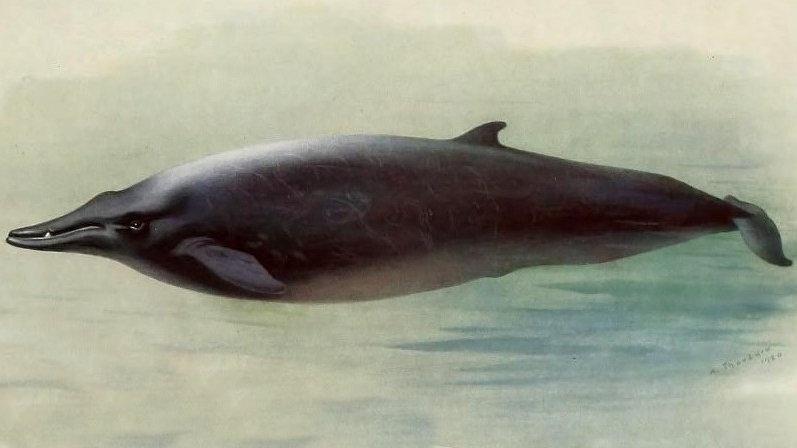
Mesoplodon bidens
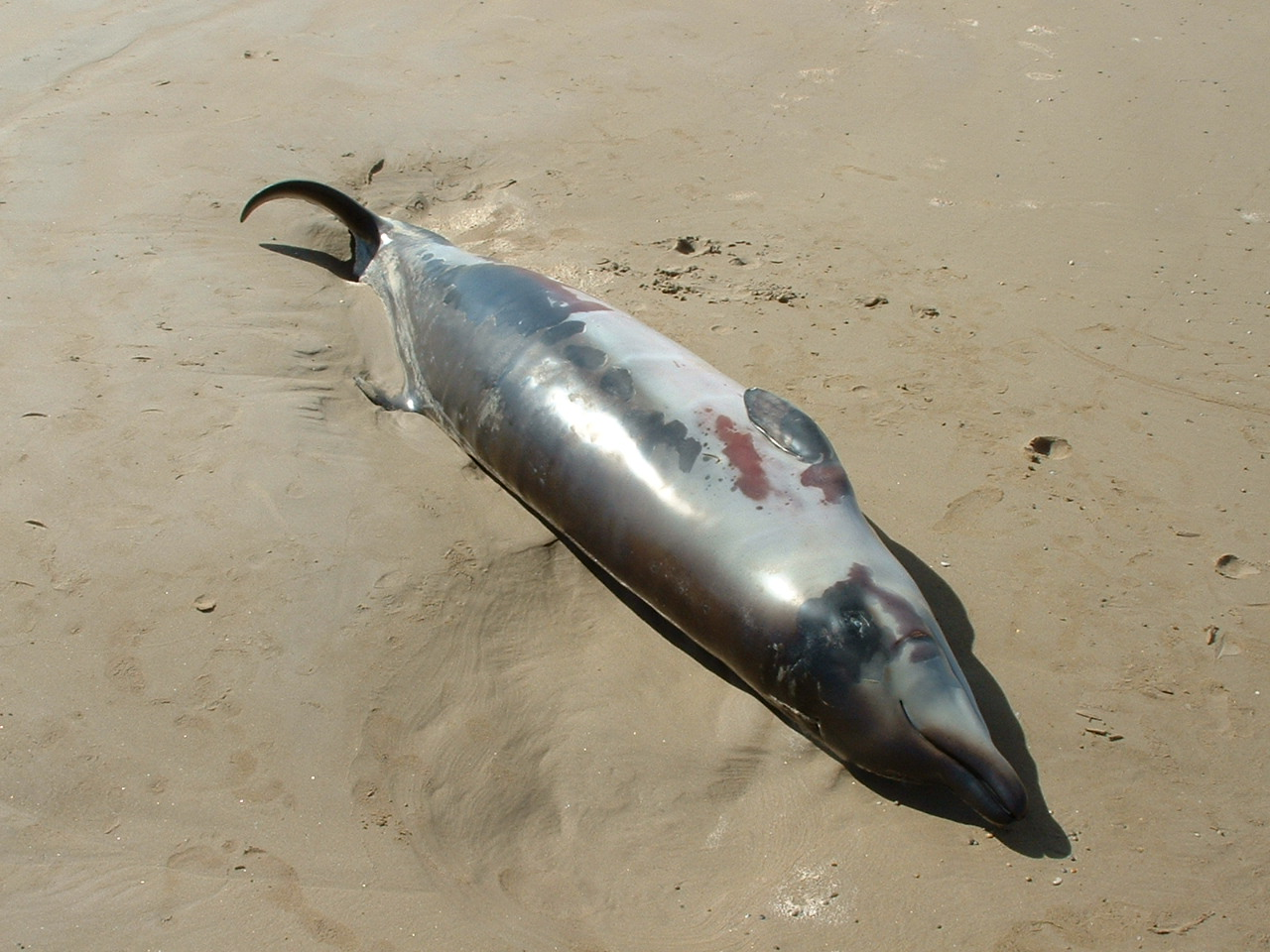
Jeune Mesoplodon bowdoini
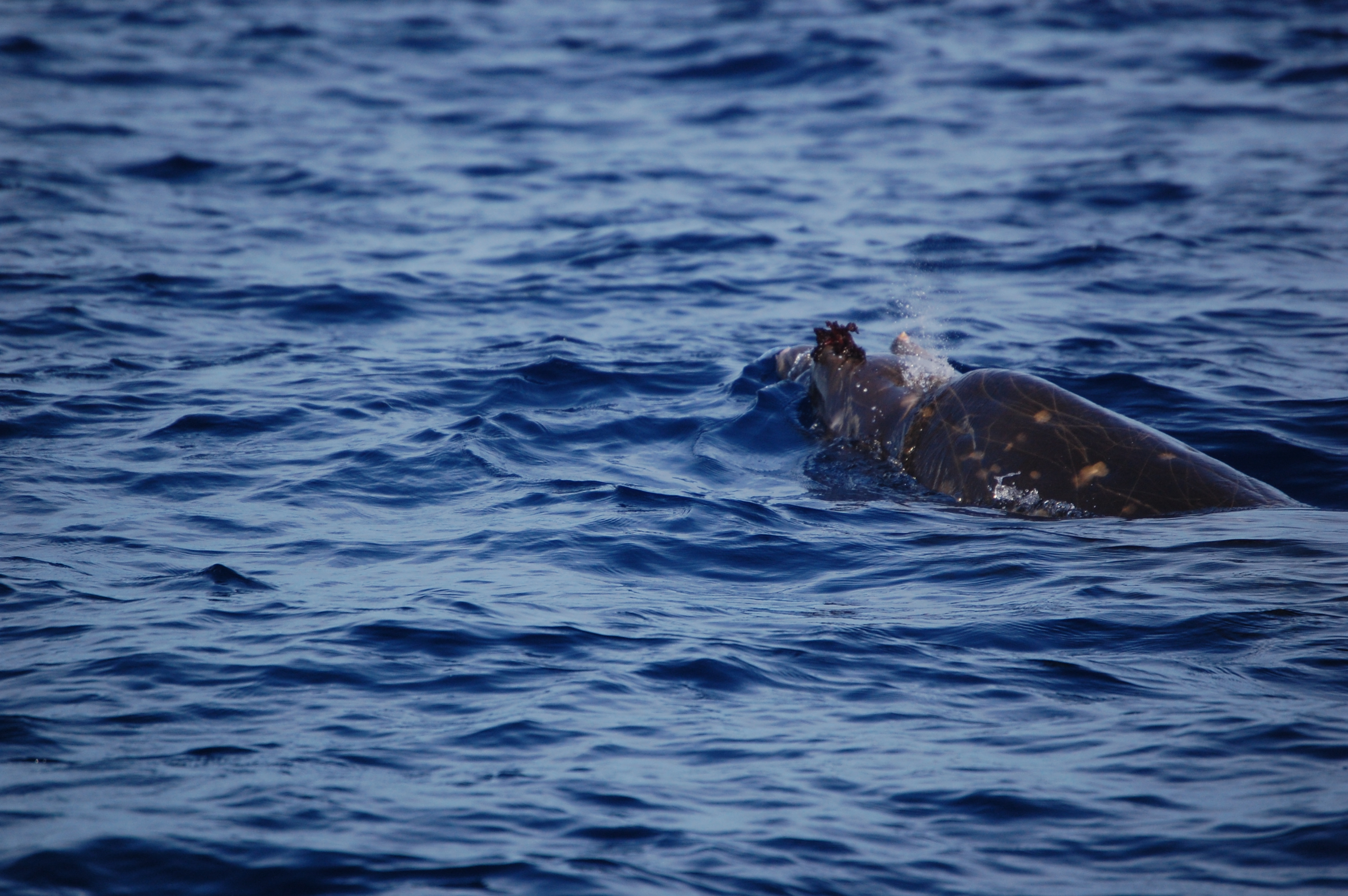
Mesoplodon densirostris
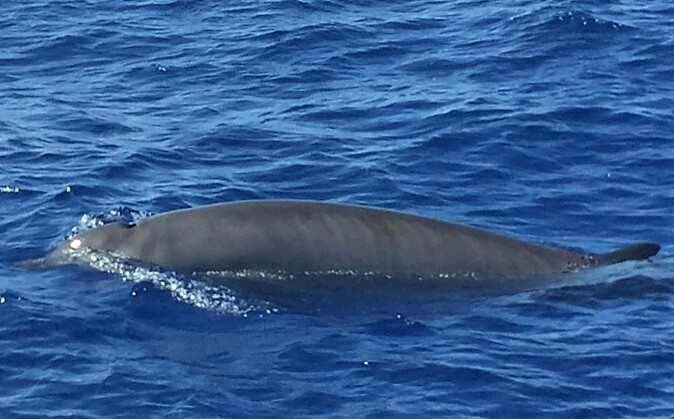
Mesoplodon europaeus
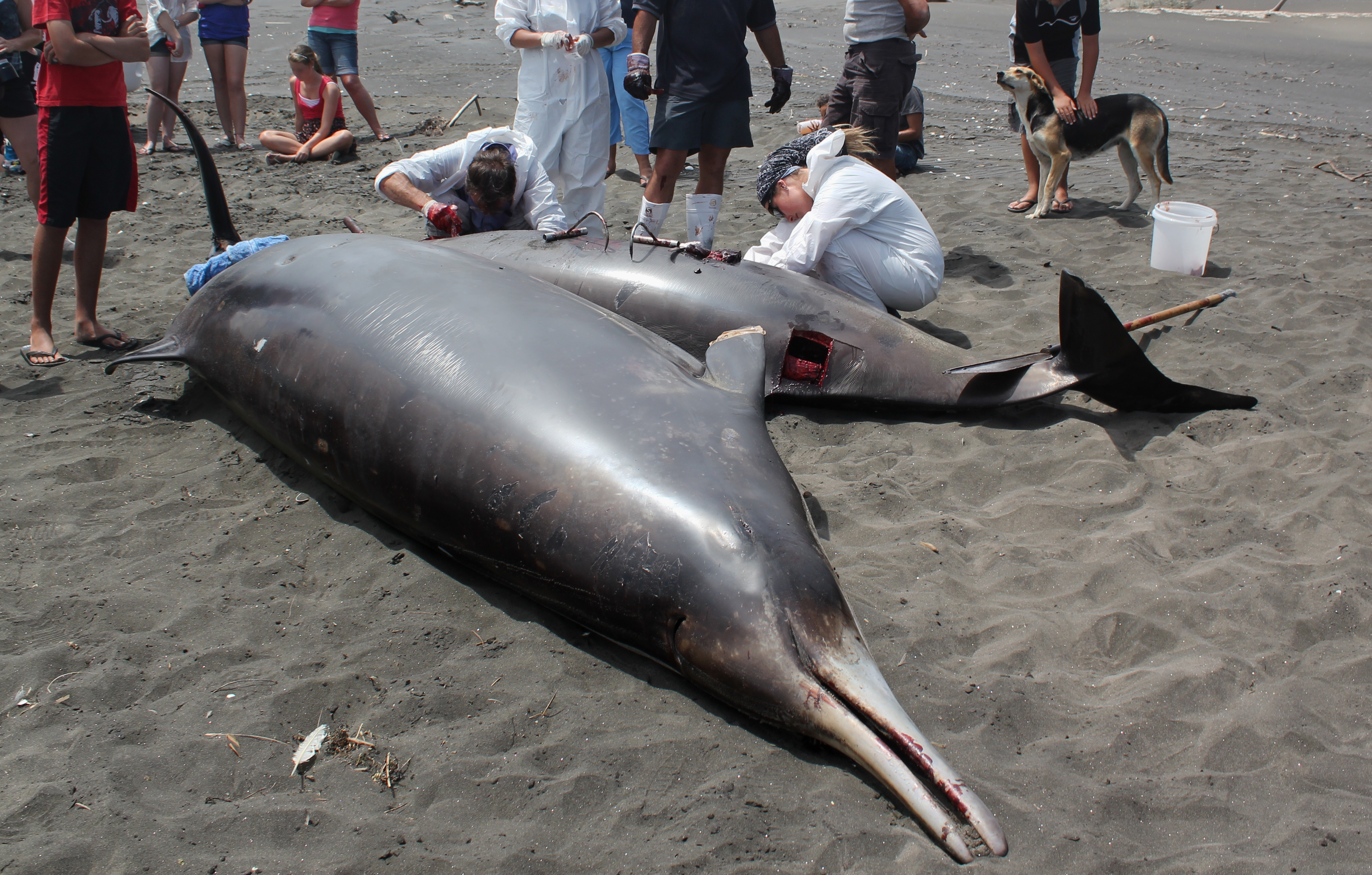
Mesoplodon grayi
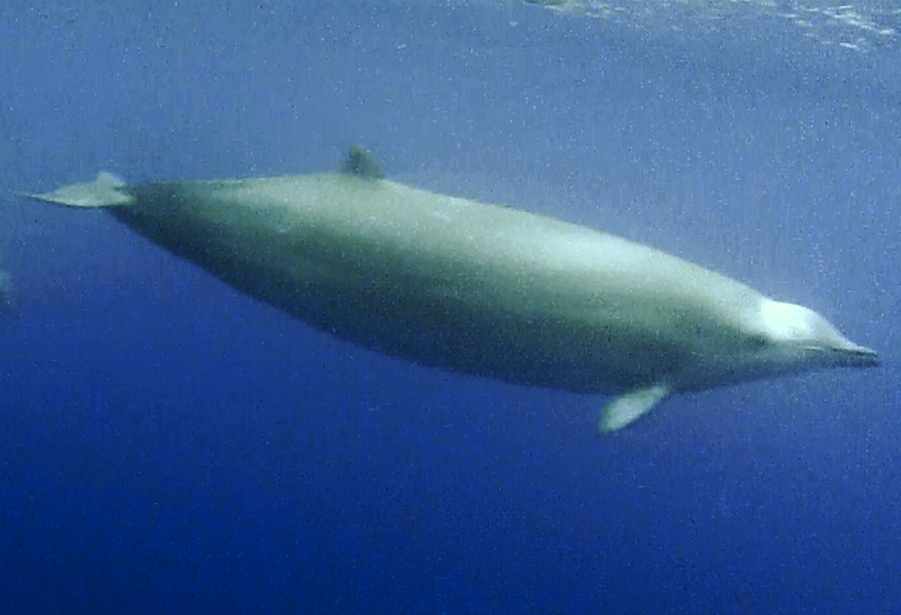
Mesoplodon mirus

## Systématique
La systématique de ce genre se base sur la forme et la disposition des dents des mâles adultes.